# Charles Leadbeater
Charles Leadbeater, anche conosciuto come Charlie Leadbeater (...), è uno scrittore britannico.

## Biografia
Dopo essersi laureato al Balliol College di Oxford, Charles Leadbeater divenne negli anni ottanta un collaboratore regolare della rivista Marxism Today. Successivamente, fu redattore industriale e capo dell'ufficio di Tokyo presso il Financial Times. Mentre lavorava per The Independent negli anni novanta, Leadbeater collaborò con Helen Fielding alla rubrica dedicata alle storie di Bridget Jones, da cui verrà tratto un romanzo. Leadbeater lavorò anche nell'ambito dell'imprenditoria sociale, e pubblicò il libro The Rise of the Social Entrepreneur nel 1997. Leadbeater fu anche un consulente di informatica ed economia fondata sulla conoscenza per il governo britannico..
Nel suo libro We-think, Leadbeater descrive l'emergente fenomeno della creatività di massa esemplificato da siti web come YouTube, Wikipedia e MySpace. Il libro, che in una sua versione preliminare poteva essere commentato e revisionato dai lettori, sostiene che la partecipazione e la condivisione, piuttosto che il consumo o la produzione, saranno l'idea organizzativa chiave della società futura.
Leadbeater aprì il festival Incubate 2010 tenuto a Tilburg, nei Paesi Bassi. In un rapporto del 2014 fatto nel corso di un think tank del Centre for London, Leadbeater coniò il termine endies (abbreviazione di "occupato ma senza reddito o risparmio"), per riferirsi al numero crescente di famiglie a Londra che lottano con redditi modesti all'indomani della crisi finanziaria del 2007-2008.
Nel 2015, Leadbeater lavorava come consulente per l'innovazione.

## Opere
- A Piece of the Action: Employee Ownership, Equity Pay and the Rise of the Knowledge Economy, 1997
- Living on Thin Air: The New Economy, 1999
- The Independents: Britain's New Cultural Entrepreneurs, 1999 (con Kate Oakley)
- Living on Thin Air: The New Economy, 2000
- Personalisation Through Participation: A New Script for Public Services, 2004
- Up the Down Escalator: Why the Global Pessimists Are Wrong, 2004
- The Pro-Am Revolution, (con Paul Miller)
- We-think: The Power of Mass Creativity, 2008
- Innovation in Education: Lessons from Pioneers Around the World Paperback, 2012
- The Frugal Innovator: Creating Change on a Shoestring Budget, 2014